# Onthophagus teitanicus
Onthophagus teitanicus là một loài bọ cánh cứng trong họ Bọ hung (Scarabaeidae).